# Ernest Ouandié
Ernest Ouandié (1924 – Bafoussam, 15 januari 1971) was een Kameroens politicus. Hij werd gëxecuteerd door het regime van president Ahmadou Ahidjo.
Ouandié was actief in de onafhankelijkheidsbeweging. Na de onafhankelijkheid werd hij vice-president van de illegale partij UPC (Union des Populations du Cameroun). In 1970 werd hij aangehouden door het regime van president Ahidjo. In een groot "rebellieproces" in januari 1970 werd hij samen met twee andere partijfunctionarissen ter dood veroordeeld door een militaire rechtbank. Er volgden ook doodvonnissen tegen andere betichten voor samenzwering tegen het leven van de president. Ook katholiek bisschop Albert Ndongmo werd ter dood veroordeeld maar zijn straf werd onder buitenlandse druk omgezet in levenslang. Ook voor Ouandié kwamen er protesten uit het buitenland, onder andere van de Internationale Commissie van Juristen. Ouandié weigerde gratie te vragen aan de president en werd op 15 januari in het openbaar doodgeschoten in Bafoussam. Dit was in de opstandige regio van de Bamileke, een volk waar Ouandié lid van was.